# Anisomysis minuta
Anisomysis minuta är en kräftdjursart som beskrevs av Liu och Wang 1983. Anisomysis minuta ingår i släktet Anisomysis och familjen Mysidae. Inga underarter finns listade i Catalogue of Life.